# ナガクビガメ属
ナガクビガメ属（ナガクビガメぞく、Chelodina）は、カメ目ヘビクビガメ科に属する属。ヘビクビガメ科の模式属。模式種はオーストラリアナガクビガメ。

## 分布
インドネシア（ニューギニア島、ロティ島）、オーストラリア、パプアニューギニア（ニューギニア島）、東ティモール東部

## 形態
最大種はコウホソナガクビガメで最大甲長は31cm。他種は最大でも甲長25cm未満。背甲は扁平。甲板は細かい皺で覆われる個体が多い。椎骨板がある。背甲の色彩は黒や暗褐色。腹甲は比較的大型。左右の喉甲板の間にある甲板（間喉甲板）は、通常は左右の喉甲板が接するため腹甲前部の外縁に接しないか僅かに接する。また間喉甲板の縦幅は、左右の胸甲板の継ぎ目の長さ（間胸甲板長）の2倍より長い。
頸部は長く、背面には多くの種で疣状の突起がある。後肢の爪のある趾は4本。

## 分類
地域個体群が独立種となったり未記載種がいる等、分類は混沌としている。近年では本属に含まれていた頭部が大型で頸部も長く、腹甲の小さい大型種（以前はコウホソナガクビガメも含め本属のB群として扱われていた）をオオナガクビガメ属として分割する説が有力。コウホソナガクビガメは形態ではオオナガクビガメ属に類似するが、分子系統学の研究結果ではオーストラリアナガクビガメに近縁とされ本属の中でも特殊化した種（コウホソナガクビガメ属として分割する説もある）と考えられている。
- Chelodina canni　カンナガクビガメ
- Chelodina gunaleni　グナレンナガクビガメ
- Chelodina longicollis　オーストラリアナガクビガメ　Common snakeneck turtle
- Chelodina mccordi　マコードナガクビガメ　Roti Island long-necked turtle
- Chelodina novaeguineae　ニューギニアナガクビガメ
- Chelodina oblonga　コウホソナガクビガメ
- Chelodina pritchardi　プリチャードナガクビガメ　Prichard's long-necked turtle
- Chelodina reimanni　ライマンナガクビガメ
- Chelodina steindachneri　マルナガクビガメ
- Chelodina timorensis　チモールナガクビガメ

## 生態
河川や池沼、湖などに生息する。水棲傾向は強いものの、日光浴のために上陸したり陸伝いに水場を移動することもある。地域や環境によっては夏眠や冬眠を行う種もおり、中でも特に乾燥した地域に生息するマルナガクビガメは1年以上夏眠することもある。外敵に襲われると臭腺から臭い匂いを出す防御行動を取る。
食性は動物食で、魚類、カエル、昆虫類、甲殻類、貝類などを食べる。
繁殖形態は卵生。

## 人間との関係
ペット用の乱獲などにより生息数が減少している種もいる。
ペットとして飼育されることもあり、日本にも輸入されている。本属の構成種が分布するオーストラリアやパプアニューギニアでは野生動物の輸出を禁止しているが、輸出が禁止される以前に流通した個体からの繁殖個体が流通している種もいる。アクアテラリウムで飼育される。